# Modiolus eiseni
Modiolus eiseni är en musselart som beskrevs av Strong och Leo George Hertlein 1937. Modiolus eiseni ingår i släktet Modiolus och familjen blåmusslor. Inga underarter finns listade i Catalogue of Life.